# آدم كيلنر
آدم كيلنر (بالمجرية: Kellner Ádám)‏ هو لاعب كرة مضرب مجري، ولد في 1 أغسطس 1986.

## وصلات خارجية
- آدم كيلنر على موقع رابطة محترفي التنس (الإنجليزية)
- آدم كيلنر على موقع الاتحاد الدولي لكرة المضرب (الإنجليزية)
- آدم كيلنر على موقع كأس ديفيز (الإنجليزية)
- آدم كيلنر على موقع خلاصة التنس.كوم (الإنجليزية)